# Blackout (ER)
Blackout is de zevende aflevering van het veertiende seizoen van de televisieserie ER, die voor het eerst werd uitgezonden op 8 november 2007.

## Verhaal
Chicago gaat gebukt onder een grote stroomuitval, de SEH wordt overspoeld met oudere mensen nadat in hun tehuis de airco uitgevallen is. 
Dr. Moretti krijgt bezoek van zijn ex-vrouw die zich zorgen maakt over hun zoon. Hij belooft haar om met hun zoon te praten.
Dr. Lockhart en dr. Pratt krijgen een discussie over de behandeling van een drie maanden oude baby met vermoedelijk koliek. 
Dr. Morris en dr. Pratt zijn geslaagd voor hun examen, zij nodigen al het personeel uit om dit te vieren in een café. De drank vloeit rijkelijk en dr. Lockhart wordt later die nacht wakker in bed in het appartement van dr. Moretti. Zij beseft wat er gebeurd is en is nu flink overstuur, zij vlucht naar huis waar zij de babysitter van Joe ziet. De babysitter zit aan de telefoon met de politie om dr. Lockhart als vermist op te geven. Dr. Lockhart wil nu, nog steeds onder invloed van alcohol, met alle geweld naar haar man in Kroatië. Zij pakt haar spullen en Joe en gaat naar het vliegveld om een vlucht te nemen naar haar man. 

## Rolverdeling

### Hoofdrollen
- Maura Tierney - Dr. Abby Lockhart
- Mekhi Phifer - Dr. Gregory Pratt
- Parminder Nagra - Dr. Neela Rasgrota
- John Stamos - Dr. Tony Gates
- Scott Grimes - Dr. Archie Morris
- Stanley Tucci - Dr. Kevin Moretti
- Leland Orser - Dr. Lucien Dubenko
- Gil McKinney - Dr. Paul Grady
- Linda Cardellini - verpleegster Samantha Taggart
- Laura Cerón - verpleegster Chuny Marquez
- Yvette Freeman - verpleegster Haleh Adams
- Angel Laketa Moore - verpleegster Dawn Archer
- Lyn Alicia Henderson - ambulancemedewerker Pamela Olbes
- Brian Lester - ambulancemedewerker Brian Dumar
- Louie Liberti - ambulancemedewerker Bardelli
- Emily Wagner - ambulancemedewerker Doris Pickman
- Reiko Aylesworth - Julia Dupree
- Troy Evans - Frank Martin
- Steven Christopher Parker - Harold Zelinsky
- Jesse Borrego - Javier

### Gastrollen (selectie)
- Jason George - Ethan Mackiner
- Marcus Brown - Mr. Birk
- Erica Tazel - Mrs. Birk
- Allan Miller - Bartholomew Lefkowitz
- Betty Anderson - Willow
- Pete Anderson - Ken
- Tory Sparkman - Doris